# Pendule à coucou
Pour les articles homonymes, voir Coucou (homonymie).

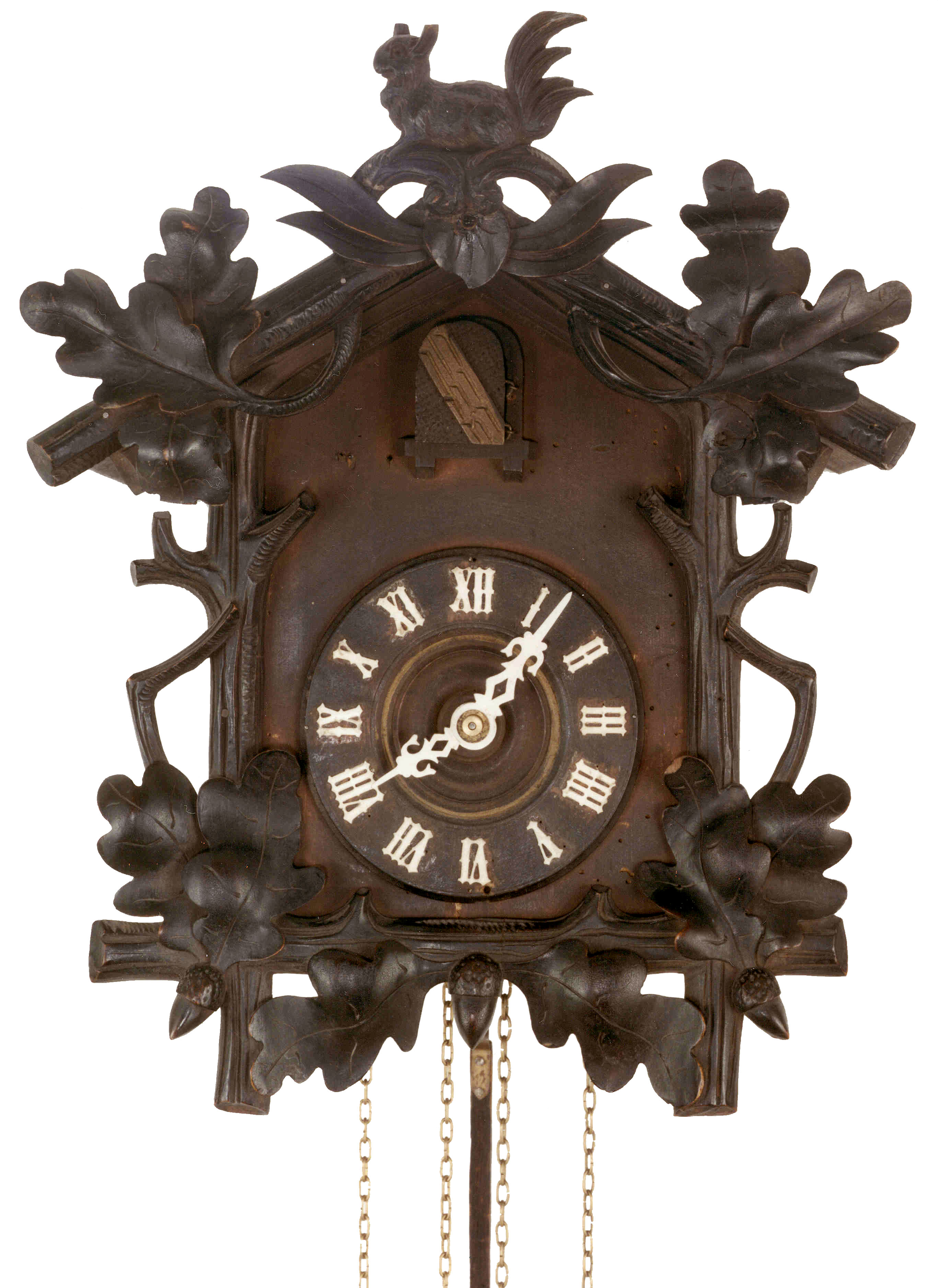
Un coucou traditionnel.

Une pendule à coucou, ou elliptiquement coucou, est une pendule dont la sonnerie imite le cri du coucou.
Le concept d’horloge à coucou aurait été créé par Franz Ketterer (en), en 1738, dans le village de Schönwald, en Forêt-Noire (Allemagne).

## Historique
Le coucou a été choisi parce que son cri est facile à imiter par des moyens mécaniques simples.
Le modèle traditionnel, défini vers 1850, se présente typiquement comme une horloge murale à balancier apparent, mue par deux contrepoids en forme de cône, avec un boîtier décoré en forme de chalet ou de tronc d’arbre. La sonnerie particulière combine une imitation du cri du coucou avec un carillon. À chaque heure ou demi-heure exactes, les portes s'ouvrent et un oiseau mécanique surgit de son nid et chante. 
Aujourd’hui, les coucous modernes, généralement plus simples et plus compacts, disposent de mouvements à quartz et de sonneries électroniques utilisant des sons synthétiques ou numérisés.

## Pendule à coucou dans la culture

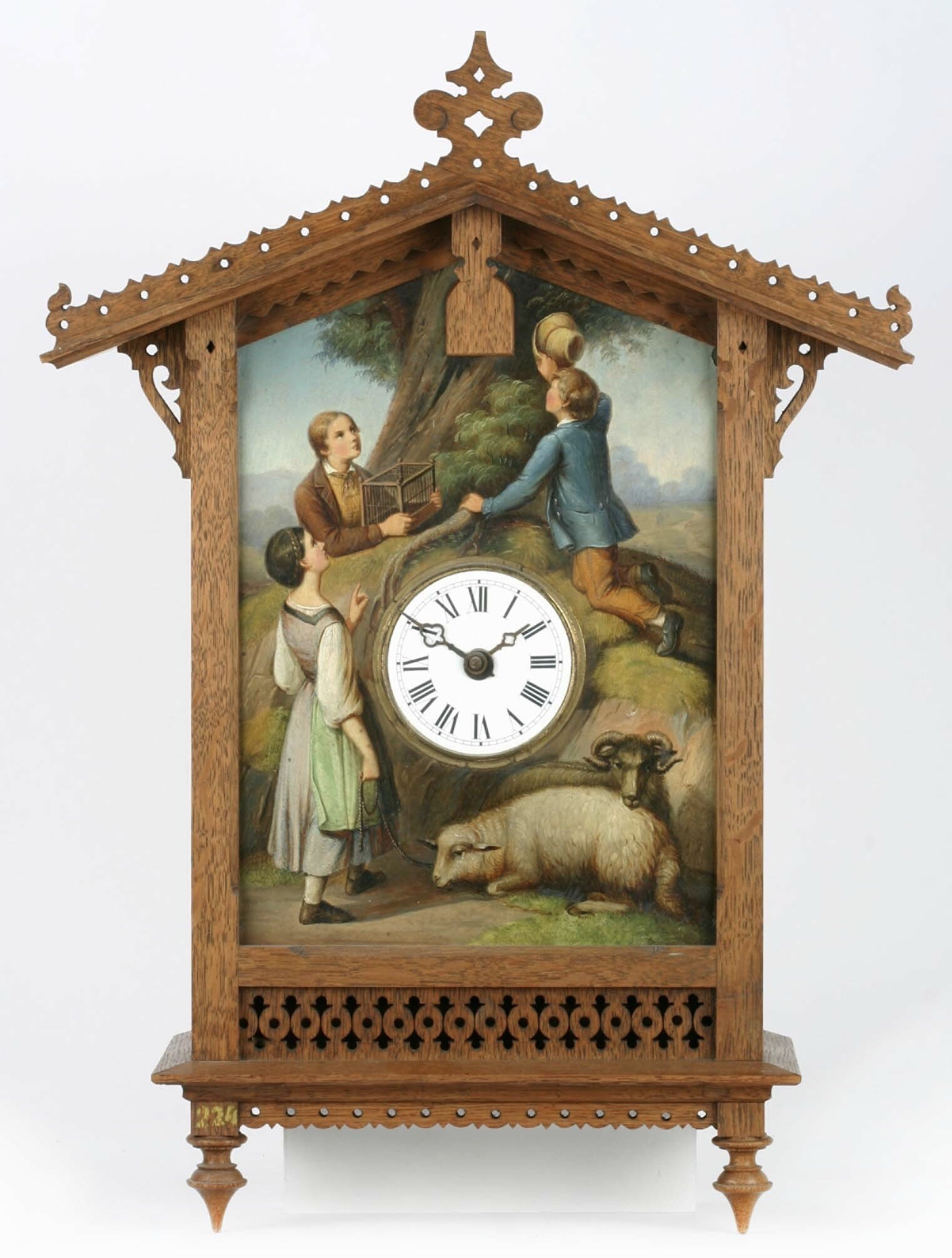
Coucou de style Bahnhäusle avec une feuille d'étain peinte.

L'association des pendules de la Forêt Noire (en) (Verein die Schwarzwalduhr) garantit l'authenticité des pendules allemandes fabriquées en Forêt-Noire.

### Cinéma
« […], pendant 30 ans en Italie sous les Borgias, ils ont eu la guerre, la terreur, des meurtres et des massacres, mais il y a aussi eu Michel-Ange, Léonard de Vinci et la Renaissance. En Suisse ils ont eu 500 années d'amour fraternel, de démocratie et de paix, et qu'est-ce que cela a produit ? L'horloge à coucou ! » dit Harry Lime (personnage joué et écrit par Orson Welles) à Holly dans Le Troisième Homme, film réalisé en 1949 par Carol Reed, sur un scénario de Graham Greene. 
Citation originale sur Wikiquote/en

### Musées
En Angleterre, le musée Cuckooland, à Tabley (Knutsford), présente la plus grande collection au monde de pendules anciennes à coucou.
En Allemagne, les collections sont présentées notamment dans la Forêt Noire au Musée allemand de l'horlogerie (Deutsches Uhrenmuseum) de Furtwangen im Schwarzwald et au Dorf- und Uhrenmuseum (en) de Gütenbach.